# Jero
L'entreprise Jero, créée par les frères Bollekens, est la première véritable usine de construction d'avions belges.

## Historique
La société Bollekens fut créée à Anvers en 1858 par les frères Eugène et François-Jérome Bollekens (1842 - 1905) spécialisés dans la boissellerie et produisant des persiennes, des volets et des moulures.
À partir de 1895, François-Jérome continua seul l'entreprise avec ses fils Eugène, Isidore et Joseph. En 1909 François-Jérome remit l'entreprise à ses trois fils.
En octobre 1909 eut lieu la Semaine d'Anvers, grand rassemblement de pionniers de l'aéronautique nationaux et internationaux. Parmi les aviateurs se trouvait le baron Pierre de Caters.  Le premier jour de meeting aérien Pierre de Caters endommagea son aéroplane et demanda aux frères Bollekens (qui faisaient partie du public) s'ils pouvaient réparer son appareil. En quatre jours ceux-ci réparèrent l'aéroplane ce qui permit à Pierre de Caters de participer encore au meeting le dernier jour de la semaine. Les frères Bollekens ne s'étaient pas contentés de réparer l'appareil, ils y avaient apporté quelques changements significatifs.
Le baron de Caters créa en 1910 la société Aviator et acheta plusieurs avions chez les frères Bollekens qui créèrent leur usine d'aéroplanes Jero sous la direction d'Isidore. Ils y construisaient des Jero du prénom de leur père.
Pierre de Caters leur revendit son usine d'aéroplanes Aviator et son école de pilotage lorsqu'il revint de son aventure en Inde avec Jules Tyck.
En 1911 ils participèrent à la Semaine d'Anvers. La renommée des aéroplanes Jero prit de l'ampleur. L'armée belge commença à s'y intéresser. Cependant le parlement ne put choisir entre Jero et Henri Farman. Le parlement décida finalement que les deux entreprises devaient collaborer. 
La première commande de l'armée belge se composait de quatre Farman HF.3 (un type 1909 et trois Ecôle). La commande suivante fut de quatre HF.16. 
Ensemble ils développèrent le Farman-Jero HF20 - une version améliorée du Farman HF19 - pour lequel ils reçurent une commande de 22 exemplaires sous quelques conditions :
- Ils devaient sans condition pouvoir se mettre à la disposition de l'armée, tant en matière de temps, de matériel et de personnel ;
- Ils devaient disposer d'une réserve suffisante de pièces détachées.

En 1912 Jero participa avec un hydravion à la Semaine de Temse.  Quelques mois plus tard le record d'altitude fut battu avec cet hydravion.
Entretemps l'armée avait monté un mitrailleur sur un Jero-Farman.  L'armée demanda également à Jero la construction de remorques spéciales pour pouvoir déplacer les avions par voie terrestre quand cela n'était pas possible par voie aérienne.
En 1913, Jules de Laminne céda à la société Jero la gestion de l'aérodrome et de l'école de pilotage de Kiewit près de Hasselt. En 1914, les frères Bollekens y créèrent un deuxième aérodrome de vols d'essai.
Au commencement de la Première Guerre mondiale quatre escadrilles étaient composées d'appareils Jero-Farman.  En septembre 1914 lorsque l'armée se retira, Jero devait également se déplacer et rejoignit les installations d'Anvers. Une nouvelle commande arriva de la Force aérienne belge, le nombre de membres du personnel fut doublé et l'on travailla jour et nuit.  
Le 6 octobre 1914 l'armée belge abandonna Anvers et Jero devait évacuer en priorité. C'est ainsi qu'ils arrivèrent à Calais-Beaumarais via Le Havre, avec les aéroplanes, le matériel et 40 membres du personnel. Ils furent accueillis au service technique de l'armée belge qui y était basé sous les ordres de Georges Nélis.
En 1916, en pleine guerre, l'armée renonça subitement au contrat au motif que l'on ne voulait pas employer des civils. Georges Nélis était d'avis qu'après la guerre l'industrie aéronautique devait être centralisée en déplaçant cette industrie à Bruxelles et en lui donnant une position de monopole et d'exclusivité pour les achats militaires.  Après avoir fabriqué 80 appareils, l'usine Bollekens se trouva à l'arrêt et le personnel qualifié partit pour les usines françaises et anglaises.  Ce fut une catastrophe pour l'industrie aéronautique belge.  Plus tard, Georges Nélis fut fortement critiqué pour cette action par Willy Coppens, le meilleur aviateur belge de la Première Guerre mondiale.  
La concurrence fut rude et l'armée belge acheta des avions de fabrication étrangère. Pendant de nombreuses années, la société Bollekens réclama des dédommagements auprès de l'État belge, sans même obtenir une reconnaissance pour services rendus.
Les frères Bollekens retournèrent à Anvers où tout avait été détruit par les Allemands. Ils se partagèrent les biens. Eugène et son fils Charles reprirent la maison paternelle et la fabrication de volets. Isidore et un autre fils d'Eugène, Joseph, installèrent en 1921 un garage sur le terrain des anciennes Briqueteries Anversoises de Duffel. En 1923 Eugène s'installa également à Duffel où il créa une entreprise de carrosserie avec ses fils Joseph, Henri et François. Eugène décéda en 1950. Son fils Charles poursuivit seul la fabrication de volets tandis que ses trois frères reprirent l'entreprise de carrosserie.  L'entreprise de volets ferma ses portes en 1972.

## Aéroplanes
- Hydravion Jero
- Henri Farman-Jero HF.3
- Henri Farman-Jero HF.16
- Henri Farman-Jero HF.20
- Henri Farman-Jero HF.22

### Sous licence
- Farman  F.40
- Maurice Farman MF.11

### Les commandes
- Farman/Bollekens GN-1 (GN signifie Georges Nélis)
- Farman/Bollekens GN-2
- Farman/Bollekens GN-3
- Farman/Bollekens GN-4
- Farman/Bollekens GN-5